# Twist-lock

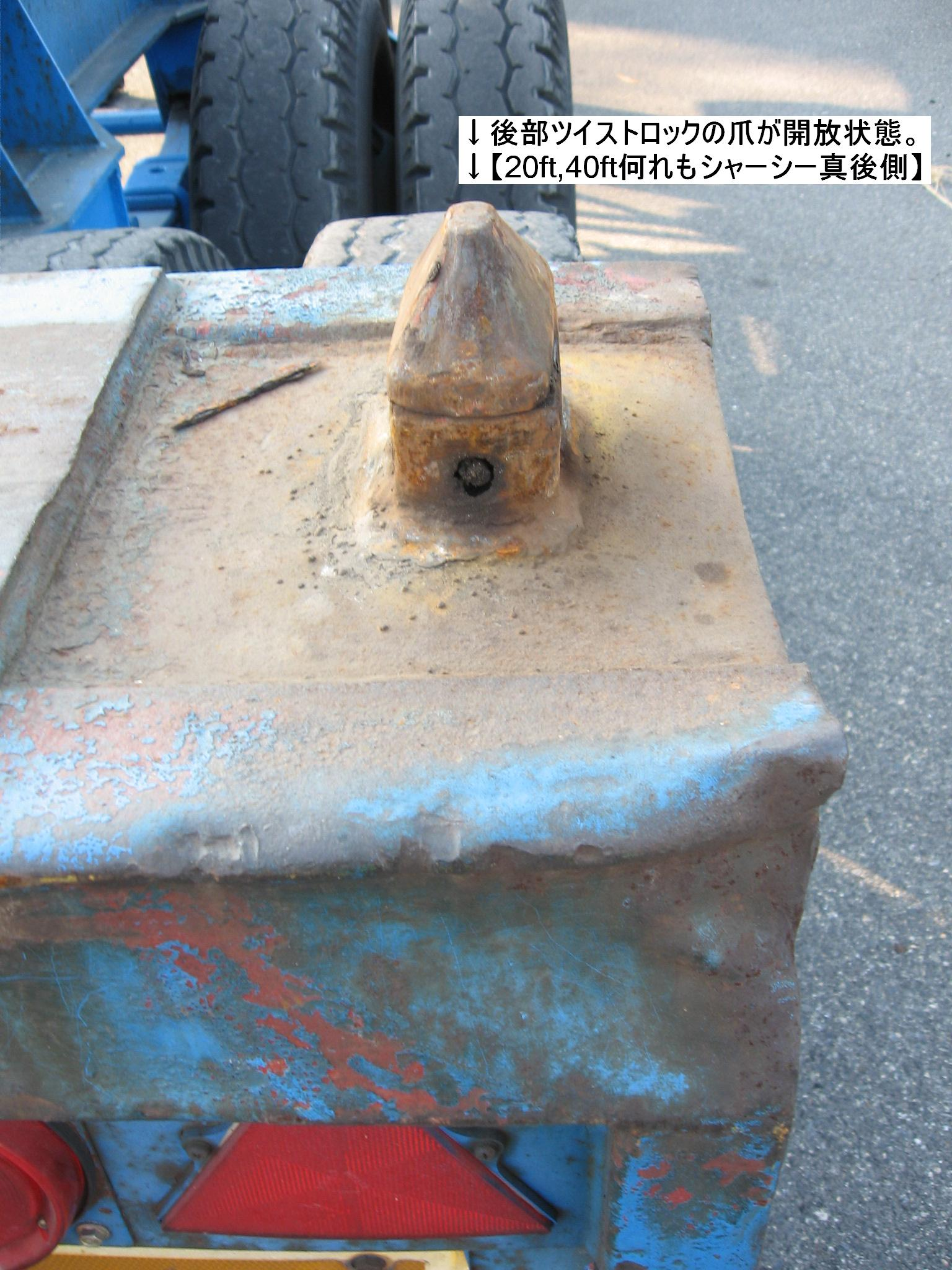
Twistlock en posició oberta.

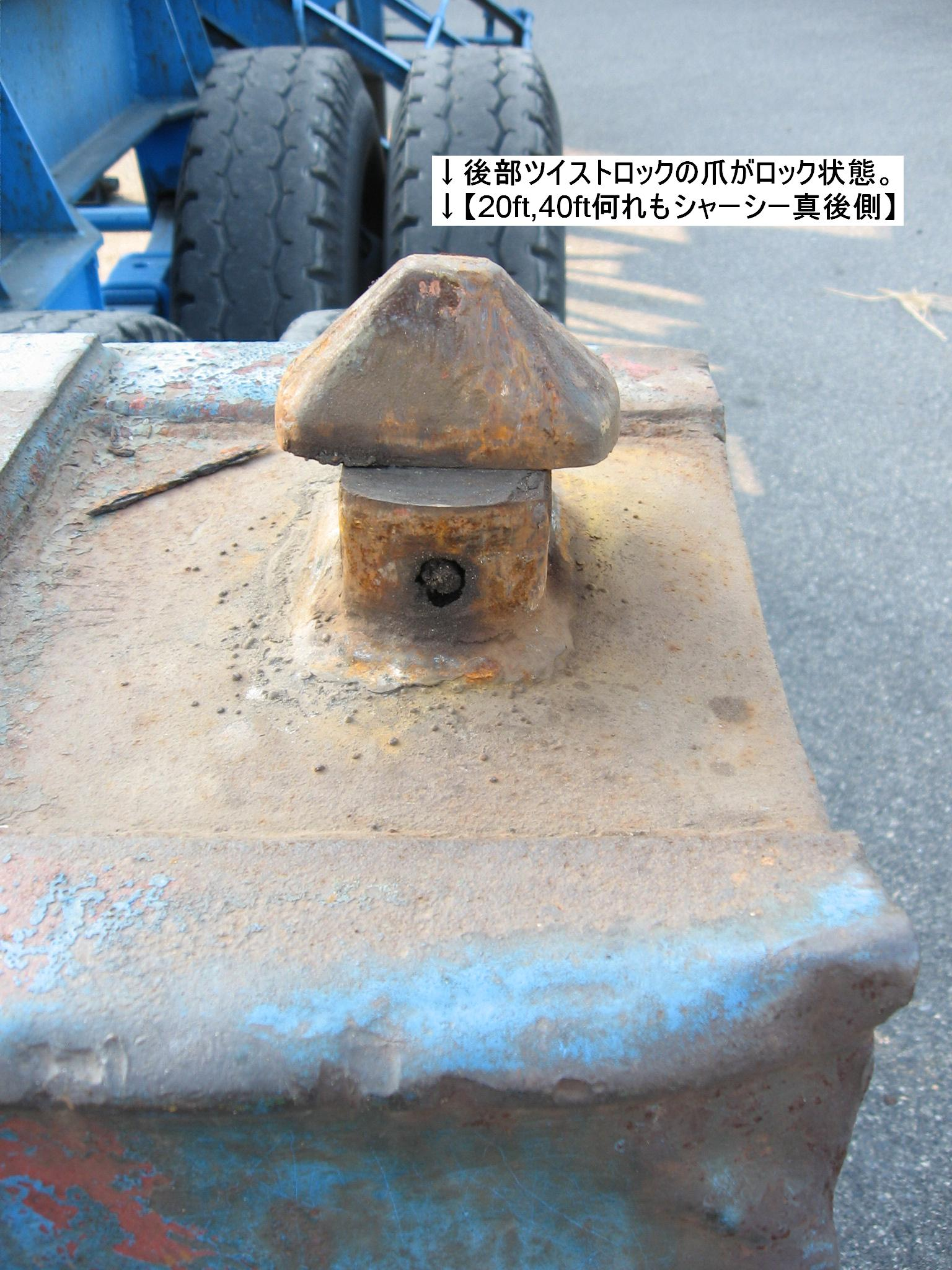
Twistlock en posició tancada.

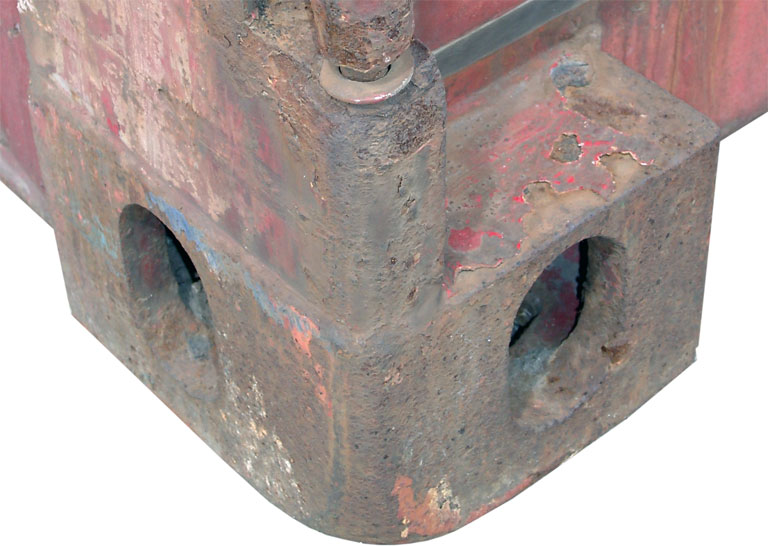
«Cantonera» encastada a la cantonada d'un contenidor marítim. El tancament es possibilita a través d'una obertura circular més gran a la part inferior.

Un twistlock (terme anglès que significa «tancament de gir») i una cantonada de contenidor conformen un dispositiu giratori estandarditzat per fixar contenidors durant el seu transport. La seva principal aplicació és assegurar un contenidor al seu lloc en un vaixell portacontenidors, camió portacontenidors o tren portacontenidors, així com facilitar el seu maneig a l'hora d'elevar-los amb grues portacontenidors i sidelifters. Fou desenvolupat per l'enginyer de transports Keith W. Tantlinger als anys 50 del segle xx.

## Composició
De mides i posicions màximes definides a l'estàndard internacional ISO 1161:1984, aquest mecanisme consta de dues parts:
1. La cantonada del contenidor és la femella del sistema, una cantonera de 180 × 180 × 110 mm, encastada a cadascun dels vuit vèrtexs d'un contenidor i sense cap component mòbil, només amb una obertura circular de 124,5 mm de diàmetre a la cara superior o inferior i dues osques de 63,5 mm a les dues cares laterals. L'obertura circular està dissenyada per inserir el  twislock , mentre que els altres dos orificis s'utilitzen en l'estiba del contenidor en transport marítim.
2. El twistlock pròpiament dit, que pot ser:
  1. fix, si està encastat a les grues i a les bases dels vehicles de transport (celler dels vaixells, camions, ferrocarrils…)
  2. mòbil, quan no està fix al vehicle, i serveix per unir uns contenidors als altres.

El twistlock (104,1 mm de longitud i 56 mm d'ample) s'insereix a l'obertura de les cantoneres dels contenidors i llavors la part superior (normalment de forma cònica per facilitar-ne la inserció) es gira 90° per bloquejar i evitar que pugui retirar-se fins que no es torni a girar. Aquest tancament per rotació es pot accionar manualment o a distància. El mecanisme és el mateix que en el cas del connector de seguretat Kensington, però a una escala molt més gran.
El gran avantatge que suposa l'ús d'aquest mecanisme és que els contenidors poden ser transportats o emmagatzemats durant un llarg període sense requerir cap mena de manteniment per tal que el mecanisme funcioni correctament. Fins i tot després d'un llarg període d'exposició a les inclemències del temps el sistema funciona amb relativa facilitat, i el twistlock només esdevé perillós quan l'afecta una corrosió molt extensa (quan esdevé visible per l'estibador, per exemple).

## Galeria d'imatges

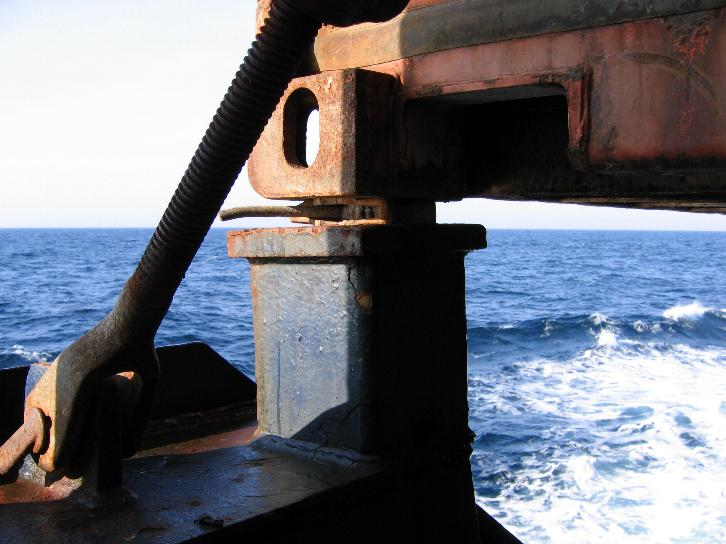
Twistlock  fix en un vaixell portacontenidors.
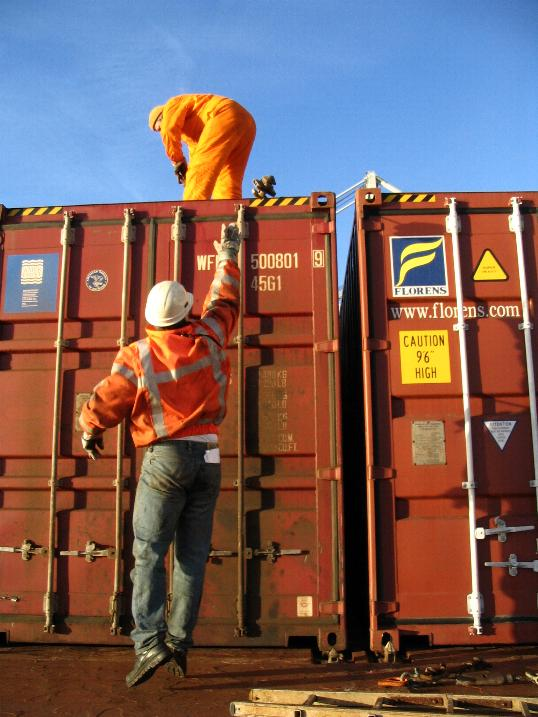
Estibador llençant un twistlock mòbil per apilar un altre nivell de contenidors.
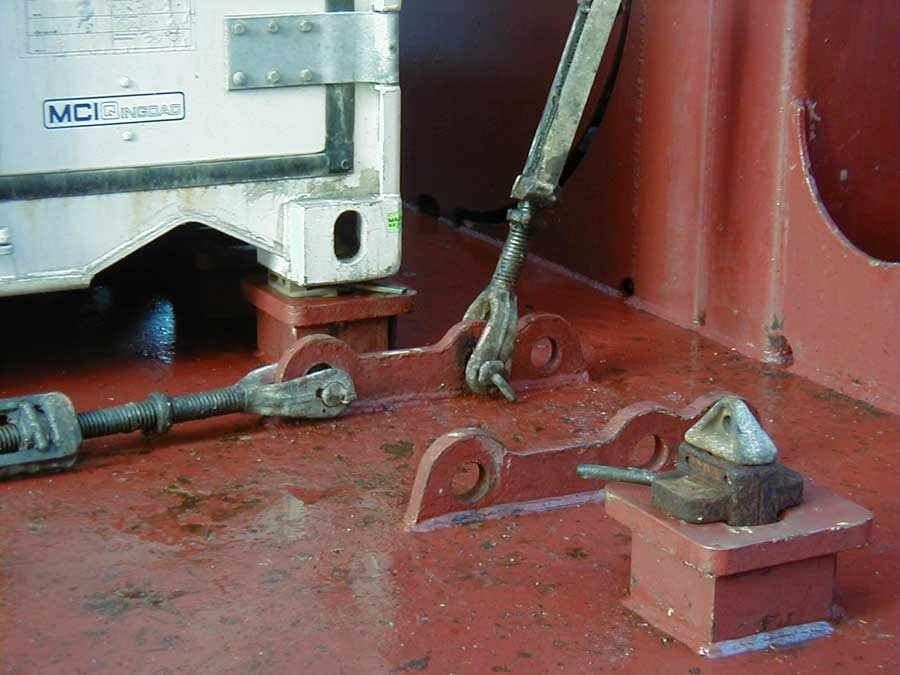
Twistlocks a la coberta d'un vaixell portacontenidors. En primer pla, obert i en segon pla, tancat.